# Petrovče
Petrovče (Duits: Pletrowitsch) is een plaats in Slovenië en maakt deel uit van de gemeente Žalec in de NUTS-3-regio Savinjska. De plaats telde 924 inwoners op 1 januari 2020.

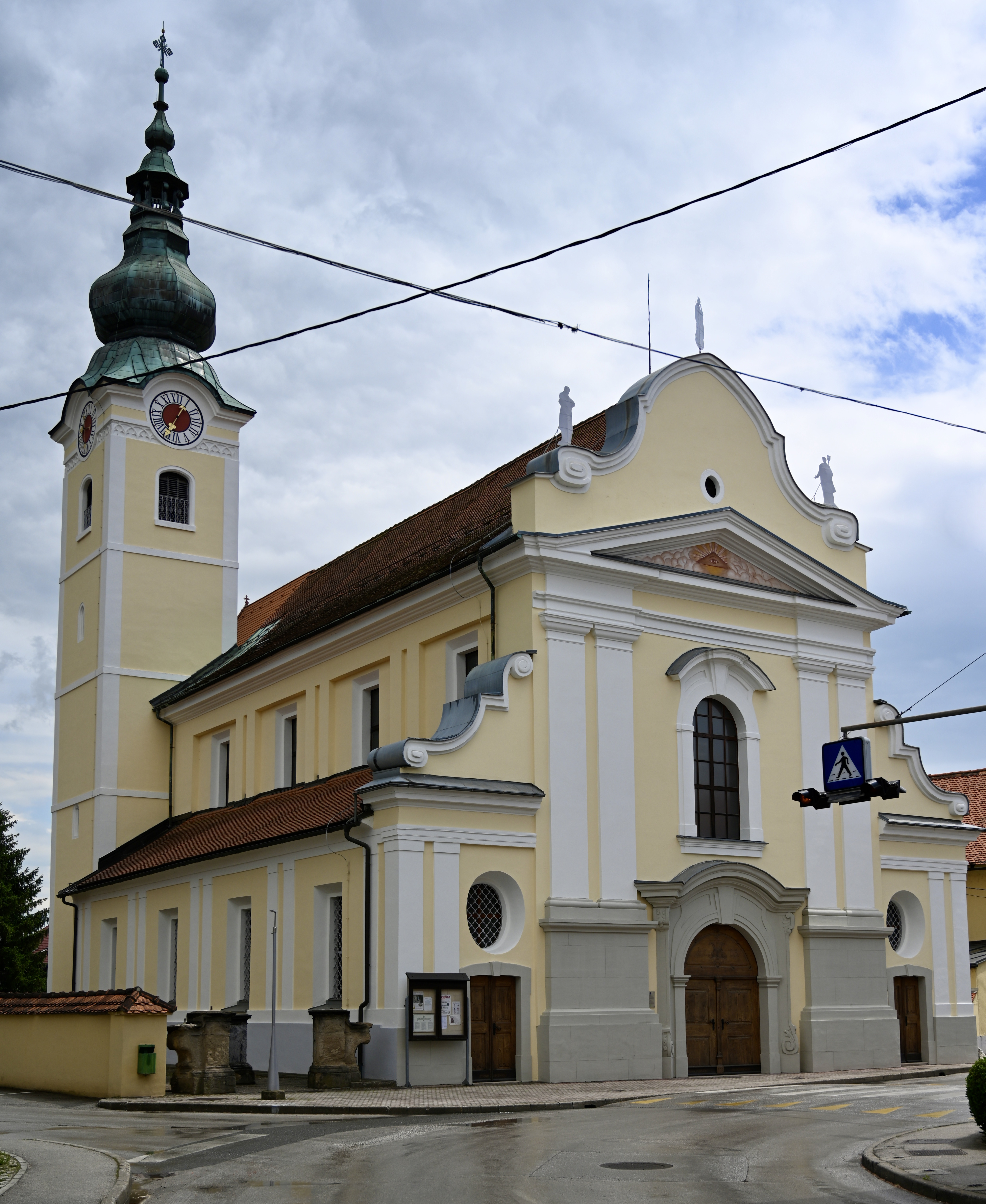
Kerk